# Crossonephelis oblongus
Crossonephelis oblongus là một loài thực vật có hoa trong họ Bồ hòn. Loài này được (Radlk. ex Taub., in Engl.) Capuron ex Fouilloy mô tả khoa học đầu tiên năm 1973.